# Türkiye 1. Basketbol Ligi 1989-1990
La Türkiye 1. Basketbol Ligi 1989-1990 è stata la 24ª edizione del massimo campionato turco di pallacanestro maschile. La vittoria finale è stata ad appannaggio del Galatasaray.

## Risultati

### Stagione regolare
|     | Squadra                      | G  | V  | P  | PF    | PS    | Pt. | Qualificazione                           |
| --- | ---------------------------- | -- | -- | -- | ----- | ----- | --- | ---------------------------------------- |
| 1.  | Fenerbahçe                   | 22 | 19 | 3  | 1.928 | 1.622 | 41  | qualificate direttamente alle semifinali |
| 2.  | Galatasaray                  | 22 | 18 | 4  | 1.994 | 1.722 | 40  | qualificate direttamente alle semifinali |
| 3.  | Çukurova Sanayi              | 22 | 14 | 8  | 1.919 | 1.718 | 36  | torneo di qualificazione per i playoffs  |
| 4.  | Beslenspor                   | 22 | 13 | 9  | 2.027 | 1.896 | 35  | torneo di qualificazione per i playoffs  |
| 5.  | Paşabahçe                    | 22 | 13 | 9  | 1.911 | 1.681 | 35  | torneo di qualificazione per i playoffs  |
| 6.  | Efes Pilsen                  | 22 | 13 | 9  | 1.852 | 1.661 | 35  | torneo di qualificazione per i playoffs  |
| 7.  | İstanbul Teknik Üniversitesi | 22 | 11 | 11 | 1.980 | 1.848 | 33  | torneo di qualificazione per i playoffs  |
| 8.  | Beşiktaş                     | 22 | 9  | 13 | 1.950 | 1.814 | 31  |                                          |
| 9.  | Karşıyaka                    | 22 | 9  | 13 | 1.787 | 1.625 | 31  |                                          |
| 10. | Nasaş                        | 22 | 8  | 14 | 1.910 | 1.807 | 30  |                                          |
| 11. | Eczacıbaşı                   | 22 | 5  | 17 | 1.719 | 1.719 | 27  | retrocesse in TBL2                       |
| 12. | Beykozspor                   | 22 | 0  | 22 | 1.939 | 2.803 | 21  | retrocesse in TBL2                       |

### Qualificazione ai playoff
|    | Squadra                      | G | V | P | PF  | PS  | Pt. | Qualificazione |
| -- | ---------------------------- | - | - | - | --- | --- | --- | -------------- |
| 1. | Efes Pilsen                  | 5 | 4 | 1 | 398 | 381 | 9   | playoffs       |
| 2. | Paşabahçe                    | 5 | 3 | 2 | 432 | 385 | 8   | playoffs       |
| 3. | Çukurova Sanayi              | 5 | 2 | 3 | 400 | 387 | 7   |                |
| 4. | Tofaş SAS                    | 5 | 2 | 3 | 407 | 423 | 7   |                |
| 5. | İstanbul Teknik Üniversitesi | 5 | 2 | 3 | 395 | 412 | 7   |                |
| 6. | Beslenspor                   | 5 | 2 | 3 | 435 | 439 | 7   |                |

## Playoff
|  | Semifinali | Semifinali  | Semifinali  |             |           | Finale    | Finale | Finale |  |
|  |            |             |             |             |           |           |        |        |  |
|  | 1          | Fenerbahçe  | 0           |             |           |           |        |        |  |
|  | 1          | Fenerbahçe  | 0           |             |           |           |        |        |  |
|  | 4          | Paşabahçe   | 2           |             |           |           |        |        |  |
|  | 4          | Paşabahçe   | 2           |             | Paşabahçe | Paşabahçe | 1      |        |  |
|  |            |             |             |             | Paşabahçe | Paşabahçe | 1      |        |  |
|  |            |             | Galatasaray | Galatasaray | 3         |           |        |        |  |
|  | 2          | Galatasaray | Galatasaray | Galatasaray | 3         | 2         |        |        |  |
|  | 2          | Galatasaray |             |             |           |           |        |        |  |
|  | 3          | Efes Pilsen | 0           |             |           |           |        |        |  |

| Türkiye 1. Basketbol Ligi 1989-1990 |
| ----------------------------------- |
| Galatasaray 4º titolo               |

## Squadra vincitrice
| N° | Naz.                   | Ruolo | Sportivo          |  | Alt. |  |
| -- | ---------------------- | ----- | ----------------- |  | ---- |  |
|    | Turchia (bandiera)     | AP    | Lütfi Arıboğan    |  | 198  |  |
|    | Turchia (bandiera)     |       | Burçin Badem      |  |      |  |
|    | Turchia (bandiera)     |       | Hüseyin Buğdaycı  |  |      |  |
|    | Turchia (bandiera)     |       | Cem Caniklioğlu   |  |      |  |
|    | Turchia (bandiera)     | C     | Yusuf Erboy       |  | 204  |  |
|    | Turchia (bandiera)     |       | Ömer Kart         |  |      |  |
|    | Turchia (bandiera)     |       | Yalçın Küçüközkan |  |      |  |
|    | Turchia (bandiera)     |       | Recep Şen         |  |      |  |
|    | Turchia (bandiera)     |       | Emir Turam        |  |      |  |
|    | Turchia (bandiera)     |       | Cem Usta          |  |      |  |
|    | Stati Uniti (bandiera) | AP    | Pete Williams     |  | 201  |  |
|    | Turchia (bandiera)     |       | Hakan Yörükoğlu   |  |      |  |
|    | Turchia (bandiera)     | All.  | Faruk Akagün      |  |      |  |